# شبه جزيرة القرم – الذهب وأسرار البحر الأسود

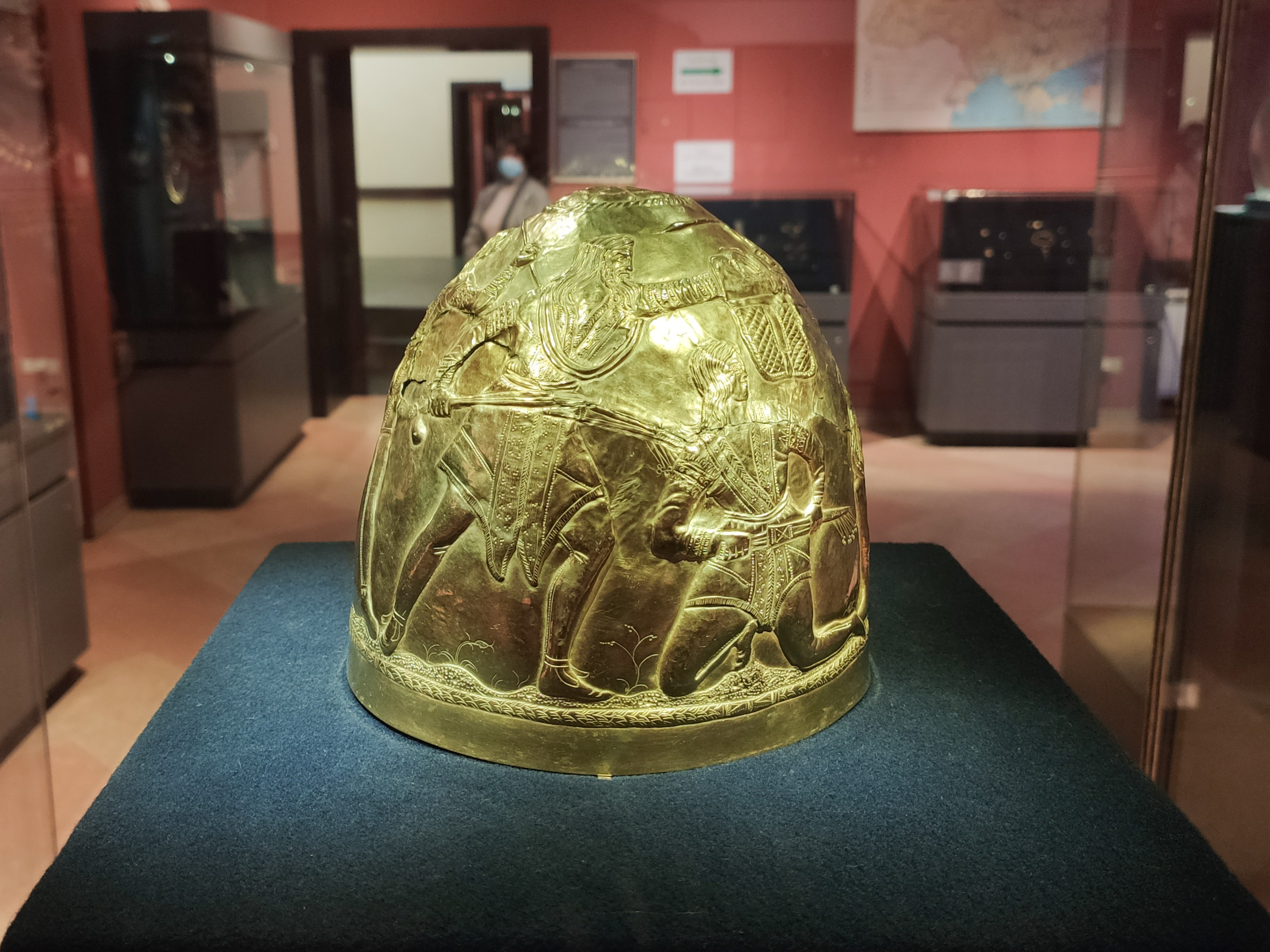
الخوذة السكيثية الذهبية من القرن الرابع قبل الميلاد إحدى المعروضات في معرض "الذهب السكيثي" في أمستردام ، وتم إعادتها إلى أوكرانيا في عام 2014.

القرم - ذهب وأسرار البحر الأسود يُطلق عليه أيضًا "الذهب السكيثي" - هو معرض ذو قيمة تاريخية وثقافية أقيم في تاريخ 3 يوليو عام 2013 في متحف ولاية راين بون ثم في متحف ألارد بيرسون بدعم من جامعة أمستردام في الفترة من 7 فبراير إلى 31 أغسطس عام 2014. يتكون المعرض من مجموعات ستة متاحف ومحميات تاريخية وثقافية أوكرانية. يغطي المعرض الإطار الزمني للعصور القديمة حتى أوائل العصور الوسطى.
بعد الغزو الروسي لشبه جزيرة القرم في أوائل عام 2014 واحتلالها، أصبح المعرض موضوع نزاعات قانونية بين أوكرانيا ومتحف ألارد بيرسون ومتاحف القرم.      في سبتمبر 2014، تمت إعادة جزء من معروضات المعرض التي كانت مملوكة لمتاحف من البر الرئيسي لأوكرانيا إلى أوكرانيا. في 14 ديسمبر 2016، قضت محكمة أمستردام بأن المعروضات من شبه جزيرة القرم تنتمي إلى أوكرانيا، وليس إلى شبه جزيرة القرم التي تحتلها روسيا .  وبهذا الشكل، كانت هذه المحاكمة هي الأولى في تاريخ أوكرانيا الحديث. وقبل ذلك، لم يقم الجانب الأوكراني برفع دعاوى قضائية مع الدولة المحتلة لأراضيه.

## المجموعة
يتم عرض "الذهب السكيثي" في ستة متاحف ومحميات تاريخية وثقافية أوكرانية بما في ذلك:
- المتحف الوطني لتاريخ أوكرانيا
- متحف أوديسا الأثري

متاحف تقع في شبه جزيرة القرم :
- محمية متحف تشيرسونيسوس التاريخي والأثري في سيفاستوبول
- متحف كيرتش التاريخي الأثري
- محمية ولاية بخشيساراي التاريخية والثقافية
- المتحف الإقليمي لجمهورية القرم [8]

كان المعرض أول منصة علمية وثقافية وتعليمية تجمع بين المعالم البارزة للتراث الثقافي لأوكرانيا. سلط المعرض نفسه الضوء على التاريخ القديم لشبه جزيرة القرم، التي كانت لعدة قرون، لأسباب تاريخية وسياسية، ملتقى طرق لمجموعات عرقية وثقافات متنوعة، وعوالم قديمة وبدوية، والشرق والغرب. 
يغطي الإطار الزمني للمعرض الفترة القديمة وحتى العصور الوسطى. ومن المعروف على وجه الخصوص أن "المتحف الإقليمي لجمهورية القرم" قدم 451 معروضة لثقافة السكيثيين والسارماتيين والقوط، والتي تم اكتشافها أثناء البحث في إقليم نيابوليس السكيثي . يعرض المتحف زخارف برونزية وفضية لأسلحة الخيول السارماتية، والأواني الجصية ومستجمعات المياه من القرن الرابع ، وما إلى ذلك. قدمت محمية ولاية بخشيساراي التاريخية والثقافية 215 معروضة للمعرض والتي تم العثور عليها في مقبرة أوست ألمين، مقبرة سوفلو كاي.   المجموعة غنية بالمجوهرات والكنوز الفنية الزخرفية والتطبيقية والأدوات المنزلية (الملاعق والأطباق والأباريق) والأسلحة. تشكل هذه المجموعة مجتمعة مجمعًا من ثلاث ثقافات تاريخية وعرقية في شبه جزيرة القرم: السكيثيون والقوط والسارماتيون .   

## التاريخ
من 3 يوليو 2013 إلى 20 يناير 2014، تم عرض "الذهب السكيثي" في متحف ولاية راين بون. وزار المعرض في ذلك الوقت أكثر من 53 ألف شخص. وكان منظم المعرض هو متحف الراين الإقليمي في مدينة بون .     
وفي الفترة من 7 فبراير إلى 31 أغسطس عام 2014، أقيم المعرض في متحف ألارد بيرسون الأثري بتمويل من جامعة أمستردام. وكان من المفترض أن يقام المعرض في يونيو 2014. لكن بسبب ضم جمهورية القرم ذات الحكم الذاتي إلى الاتحاد الروسي ، لم تتم اقامته في الوقت المخطط، بسبب وقوعه أثناء التدخل الروسي في جمهورية القرم ، مما خلق حادثة قانونية بشأن أي جانب من المعروضات ينتمي إلى أوكرانيا باعتبارها الدولة المنظمة لمتاحف القرم. 